# Old School RuneScape
Old School RuneScape est un jeu de rôle en ligne massivement multijoueur (MMORPG) développé et édité par Jagex. Le jeu est sorti le 22 février 2013. Lorsque Old School RuneScape a été lancé, il s'agissait à l'origine d'une version d'août 2007 de RuneScape. Cependant, il a depuis reçu des améliorations du moteur, du nouveau contenu et des mises à jour de la qualité de vie en grande partie décidées par des sondages en jeu. Malgré une équipe de développement plus petite et un calendrier de mise à jour relatif plus lent, Old School RuneScape a une plus grande base de joueurs que RuneScape. Une version mobile pour Android et iOS est sortie en octobre 2018.

## Publication
En réponse à la baisse de la base de joueurs et à la réception négative aux mises à jour sur RuneScape,, le directeur général de Jagex, Mark Gerhard, a officiellement annoncé un sondage pour la création de Old School RuneScape dans un article de presse en février 2013. L'article expliquait qu'une sauvegarde d'août 2007 de RuneScape se trouvait dans les archives de sauvegarde de l'entreprise. La société a admis que le jeu avait beaucoup changé et que la sauvegarde pouvait être utilisée pour créer une version séparée du jeu si les joueurs le souhaitaient. Dans l'article, Jagex a expliqué les objectifs du sondage et ce que chaque tranche de chiffres débloquerait pour la communauté des joueurs. En deux semaines, il a reçu suffisamment de votes pour que le jeu sorte.
Old School RuneScape est sorti pour Microsoft Windows et macOS le 22 février 2013. À sa sortie, le jeu n'était jouable que pour les comptes disposant d'un abonnement. L'option pour les non-membres de jouer dans les zones limitées de jeux free-to-play a été accordée en février 2015.
Bien que Old School RuneScape dispose d'une petite équipe de développeurs par rapport à celle de la version live de RuneScape, elle reçoit régulièrement des correctifs et du nouveau contenu de celui d'un produit phare. La plupart des mises à jour et des modifications font l'objet d'un sondage et peuvent faire l'objet d'un vote dans le jeu. Les mises à jour proposées sont votées par les joueurs et ne sont mises en œuvre que si 75% des joueurs payants les acceptent. Les résultats des sondages étaient visibles par tout le monde avant de voter, mais après avril 2019, les résultats des sondages sont devenus cachés jusqu'à la conclusion des sondages.
Un client mobile du jeu pour les appareils Android et iOS est sorti le 30 octobre 2018. En moins de deux semaines, il est devenu le jeu mobile le plus téléchargé dans huit pays différents, dépassant le million de téléchargements.
En octobre 2020, après la sortie de RuneScape 3 sur Steam, il a été annoncé que Old School Runescape arriverait sur la plate-forme en 2021.

## Communauté
La communauté hispanophone (notamment le Venezuela) fut présente dans le jeu car elle s'adonnait au farming durant la crise du Venezuela dans le jeu,,.

## Récompenses
Le jeu a été nommé pour les récompenses "Heritage" et "Best Role-Playing Game" aux Independent Game Developers' Association Awards 2018 et 2019,,, et a remporté le prix du " EE Mobile Game of the Année " aux 15e British Academy Games Awards, En outre, il a remporté le prix du "Meilleur jeu mobile" aux Develop: Star Awards, alors que son autre nomination était pour "Meilleure innovation",. Il a également été nommé pour le « Jeu de l'année » et «Best Live Ops» aux Pocket Gamer Mobile Games Awards.